# Dar Lekhlaa
Dar Lekhlaa (arabe : دار الخلاعة, littéralement Maison de plage) est une série télévisée humoristique tunisienne, en arabe tunisien, en trente épisodes de 35 minutes diffusée sur Tunisie 7 durant le mois de ramadan 2010.

## Synopsis
Kraïem, riche expert-comptable, décide de passer ses vacances d'été avec sa nouvelle épouse, Hayet, plus jeune que lui. Il invite les deux sœurs de Hayet, Hédia et Hana, à passer les vacances avec eux dans une maison au bord de la mer dans la région du cap Bon, avec leurs familles. Plusieurs situations comiques surviennent avec Baha, l'époux sérieux de Hédia et professeur d'anthropologie à la Sorbonne de Paris, et avec Amirat, l'époux naïf de Hana, qui travaille comme infirmier à Tunis et a un fils unique, Wahid. Kraïem amène avec eux, Chedia, une proche de sa famille pour les aider dans les affaires du ménage.
Dans la maison de plage qu'il loue, Kraïem tente de faire face aux comportements de sa nouvelle belle-famille, à la curiosité comique du propriétaire de la maison (Hamda) et de sa femme (Rakia) qui surveillent les locataires depuis leur studio d'à côté, aux gaffes de Rafik, le fidèle assistant de Kraïem dans son bureau et aux ennuis de l'épicier du quartier, Neji, et de son ami, Bouraoui.

## Distribution
- Kamel Touati : Kraïem (locataire de la maison de plage)
- Lotfi Dziri : Baha (beau-frère de Kraïem)
- Mohamed Grayaâ : Amirat (beau-frère de Kraïem)
- Jaafar Guesmi : Neji (épicier près de la maison)
- Mahmoud Larnaout : Hamda (propriétaire de la maison)
- Amel Safta : Rakia (épouse de Hamda)
- Amira Rezgui : Hana (épouse d'Amirat)
- Dareen Haddad : Hayet (épouse de Kraïem et sœur cadette de Hana)
- Layla Masmoudi : Hédia (épouse de Baha et sœur ainée de Hana et Hayet)
- Ikram Azzouz : Rafik (assistant de Kraïem)
- Chedly Arfaoui : Bouraoui (ami de Neji)
- Mouna Choura : Chedia (domestique de Kraïem et Hayet)
- Fahmi Ben Zineb : Wahid (fils d'Amirat et Hana)
- Latifa Gafsi : Rebh (mère d'Amirat)

## Fiche technique
- Scénario et dialogues : Hatem Bel Hadj
- Réalisation : Ahmed Rjeb et Nabil Bessaïda
- Musique du générique : Rabii Zammouri